# Henotesia ankovana
Henotesia ankovana är en fjärilsart som beskrevs av Charles Oberthür 1916. Henotesia ankovana ingår i släktet Henotesia och familjen praktfjärilar. Inga underarter finns listade i Catalogue of Life.